# Kanakysaurus
Genre
Kanakysaurus est un genre de sauriens de la famille des Scincidae.

## Répartition
Les espèces de ce genre sont endémiques de Nouvelle-Calédonie.

## Liste des espèces
Selon The Reptile Database (28 septembre 2012) :
- Kanakysaurus viviparus Sadlier & Bauer, Smith & Whitaker, 2004
- Kanakysaurus zebratus Sadlier & Bauer, Smith & Whitaker, 2008

## Publication originale
- Sadlier, Bauer, Smith & Whitaker, 2004 : A New Genus and Species of Live-Bearing Scincid Lizard (Reptilia: Scincidae) from New Caledonia. Journal of Herpetology, vol. 38, no 3, p. 320-330 (texte intégral).